# Rozkwit i upadek miasta Mahagonny
Rozkwit i upadek miasta Mahagonny (niem. Aufstieg und Fall der Stadt Mahagonny) – opera Kurta Weilla w trzech aktach z 1930 roku, do której libretto napisał Bertolt Brecht. Premiera miała miejsce w Lipsku w Neues-Theater 9 marca 1930 roku.

## Historia powstania utworu
Według Lotty Lenya Weill spotkał Brechta pod koniec kwietnia 1927 roku w kawiarni Schlichtera na Lutherstrasse. Przeczytawszy 5 wierszy Mahagonny-Gesänge ze zbioru Hauspostille (Kazania domowe, 1927) powziął myśl o stworzeniu widowiska muzycznego. Wiersze wpisane przez Brechta w opowieść i uzupełnione finałem, a przez Weilla opracowane muzycznie złożył się na „songspiel” wystawiony 17 lipca 1927 roku w Stadt-halle w Baden-Baden. Songspiel był grany i wznawiany wielokrotnie, na premierę paryską 11 grudnia 1932 został rozbudowany o 4 dodatkowe numery. W 1963 roku został po raz pierwszy wystawiony w Polsce na scenie kieleckiej.
Po powrocie z Baden-Baden do Berlina Weill i Brecht gruntownie przerobili całą intrygę, poczynając od wizji przeklętego, założonego przez gangsterów miasta. Weill twierdził potem, że songspiel był od początku jedynie szkicem szerzej zakrojonego projektu. Być może chcąc odeprzeć zarzut o plagiat, jaki zgłosił wobec Brechta i Weilla dramaturg Walter Gilbricht, autor Die Grossstadt mit einem Einwohner (Wielkiego miasta z jednym mieszkańcem, 1928) sztuki zdradzającej liczne podobieństwa z librettem opery. Praca nad utworem przebiegała równocześnie z pracą nad Operą za trzy grosze, Happy Endem i Requiem berlińskim (1929), którego finał znalazł się ostatecznie w partyturze opery.

## Osoby i pierwsza obsada
| Rola                                            | Głos    | Premiera 9 marca 1930 (Pierwsza obsada) |
| ----------------------------------------------- | ------- | --------------------------------------- |
| Leokadja Begbick, wdowa                         | alt     | Mali Trummer                            |
| Fatty, wspólnik Leokadji                        | tenor   | Hanns Fleischer                         |
| Trinity Moses, wspólnik Leokadji                | baryton | Walter Zimmer                           |
| Jenny Hill, szefowa dziewcząt lekkich obyczajów | sopran  | Marga Dannenberg                        |
| Jim Mahoney, poszukiwacz złota z Alaski         | tenor   | Paul Beinert                            |
| Jack O’Brien, przyjaciel Jimmy’ego              | tenor   | Hans Hauschild                          |
| Bill, przyjaciel Jimmy’ego                      | baryton | Theodor Horand                          |
| Joe, przyjaciel Jimmy’ego                       | bas     | Ernst Osterkamp                         |
| Tobby Higgins                                   | tenor   | Alfred Holländer                        |

## Treść

### Akt I
Uciekając przed policją, wdowa Leokadja Begbick i jej dwaj wspólnicy, Trinity Moses i Fatty trafiają na skraj pustyni, gdzie samochód odmawia posłuszeństwa, wykluczając dalszą drogę ku złotonośnym terenom (Hallo wir müssen weiter). W tej sytuacji przedsiębiorcza wdowa wpada na pomysł, by wydobywać złoto z kieszeni ludzkich, nie ruszając się z miejsca. Wspólnicy zakładają więc miasto górnicze pod nazwą Mahagonny (Pajęczyna). Wypłacalnym klientom miasto oferować będzie dżin i whisky, dziewczęta i chłopców. Za pospiesznie wbitą w ziemię tablicą błyskawicznie rozwija się nowe miasto, głównie dzięki talentom pięknej Jenny i jej dziewcząt (Oh, show us the way to the next whisky bar). Jego reputacja ściąga w krótkim czasie tłumy mieszkańców wielkich miast przemysłowych (Wir wohnen in den Städten).
Do Mahagonny przybywają też czterej poszukiwacze złota: Jim, Jack, Bill i Joe (Auf nach Mahagonny). Leokadja Begbick wita ich wręczając cennik usług (Wenn man an einenfremden Strand kommt). Jack targuje się o usługi Jenny, Jim przyjmuje jednak ofertę bez szemrania. Część przybyszów opuszcza miasto. Zirytowana ich małostkowością Leokadja obniża ceny, wzbudza tym jednak jeszcze większą podejrzliwość. Jim układa się z Jenny (Ich habe gelernt). Kryzys jednak narasta, pomimo przeceny klientela opuszcza miasto. Zdezorientowana wdowa Begbick nie wie co robić (Fatty Und Moses), co gorsza policja odnalazła jej trop. Nawet Jim chce wyjechać z Mahagonny (Jimmy warum), w końcu jednak ulega namowom kolegów i zostaje.
Z czasem miasto rozrasta się, czerpiąc swój dobrobyt z pieniędzy pionierów. Jim i jego przyjaciele, spędziwszy 7 lat przy rąbaniu drzewa na Alasce nadal nie znoszą Mahagonny (Sieben Jahre) Wdowa Begbick nie pozostaje Jimowi dłużna, nie może jednak obejść się bez jego forsy. Tymczasem od pustyni nadciąga huragan (O, fuchtbares Ereignis – Haltet euch). Jim ignoruje go uważając kataklizm za drobiazg w porównaniu z niszczycielską działalnością człowieka (Siehst du, so ist de Welt). Huragan zbliża się do Mahagonny z pedkością 120 kilometrów na godzinę.

### Akt II
Nagle jednak zawraca. Ogarnięta euforią metropolia pogrąża się w konsumpcji w myśl zawołania Jima: Just do it. Królują: żarcie(Erstens, vergesst nicht, kommt das Fressen), płatny seks (Zweitens kommt dans Liebesakt – Mandelay), widowiska sportowe (Wir, meine Herren) i alkohol (Freunde, kommt). Dla tych, którzy mają pieniądze. Gdy Jimowi ich zabraknie przyjaciele odwrócą się od niego, a on sam wyląduje w więzieniu za długi (Meine Herren, meine Mutter).

### Akt III
Po ponurej nocy spędzonej w celi (Wenn der Himmel) Jim staje przed sądem miasta Mahagonny, któremu przewodniczy wdowa Begbick. Oskarżycielem jest Trinity Moses, a obrońcą Fatty (Haben alle Zuschauer Bilette?). Podejrzany o zabójstwo Tobby Higgins z braku dowodów zostaje zwolniony, a niewypłacalny Jim skazany na karę śmierci. Jego egzekucja zamienia się w masowe widowisko (Grüsse, siehst du nicht?) Jim żegna się z Jenny i przyjaciółmi i prosi o ostatni kieliszek. Wtedy do miasta Mahagonny zstępuje Bóg, pod postacią Trinity Mosesa, i wzywa wszystkich mieszkańców do piekła. Ci odpowiadają, że piekło mają na miejscu. W mieście wybuchają zamieszki, wszystko ogarnia pożar, podczas gdy bohaterowie intonują finałową pieśń: Nikomu pomóc nie sposób.

## Losy sceniczne
Utwór był przeznaczony dla berlińskiej Krolloper, której dyrektor Otto Klemperer nie krył entuzjazmu dla „songspielu”. Oburzony odrzucił go jednak zapoznawszy się z ostatecznym kształtem utworu. Tak utwór trafił do lipskiego Neues-Theater, którego dyrekcja zażądała zmian, szczególnie usunięcia scen wyjątkowo agresywnych i wulgarnych: zniknęło więc boskie widzenie, skrócono scenę w burdelu z II aktu, pojawił się duet miłosny Jima i Jenny, Trinity Mosesa przechrzczono na Virginię Mosesa, by nie kojarzył się z Trójcą Świętą. Prapremiera w dniu 9 marca wywołała i tak wielki skandal i batalię, w której udział wzięli z jednej strony naziści, z drugiej konserwatyści. Kolejne przedstawienie odbyło się dopiero 16 marca. Po kilku dalszych przedstawieniach operę, decyzją władz miejskich, zdjęto z afisza. W innych miastach, gdzie trwały już próby (Essen, Dortmund, Oldenburg), odwołano premiery. Ostatecznie doszło jedynie do dwóch przedstawień w Brunszwiku i siedmiu w Kassel, do premiery praskiej (15 VII) i frankurckiej (16 X), niemal wszędzie przy akompaniamencie gwizdów i protestów i ostrej polemice prasowej. Dyskusje nie poruszały kwestii estetycznych w całości wyładowując się na zagadnieniach politycznych. W sierpniu Brecht, bez porozumienia z Weillem, opublikował własny komentarz, wskazujący na rosnący rozdźwięk między obydwoma artystami. Podczas premiery berlińskiej 21 grudnia 1931 roku, ich spór nabiera cech tak gwałtownych, że w gruncie rzeczy oznacza zerwanie. 26 kwietnia 1932 roku na premierę odważa się Wiedeń. Opera schodzi z afisza po 11 przedstawieniach. 21 marca 1933 roku Weill z obawy przed nazistami opuszcza Niemcy.